# Podkowa (Oblast Kardschali)

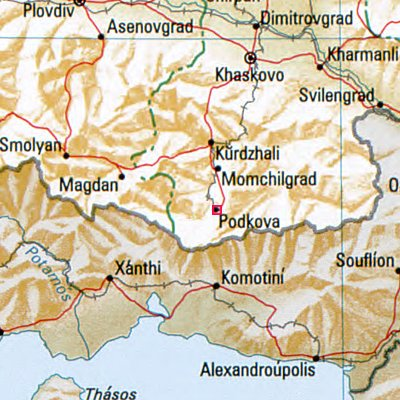
Podkowa (rotes Viereck) – Bulgarien – Nachbarorte: Momchilgrad, Kardzhali, Komotini, Alexandroupoli, Smoljan, Chaskovo, Swilengrad

Podkowa [podˈkɔvɐ] (bulgarisch Подкова ‚Hufeisen‘) ist ein Dorf in Südbulgarien, in der Oblast Kardschali, in der Gemeinde Kirkowo.
Das Dorf liegt im Rhodopen-Gebirge, am Zusammenfluss der Flüsse Kazalach und Warbiza, 25 Kilometer nördlich vom zukünftigen Grenzübergang Makaza.

## Paneuropäischer Verkehrskorridor
2004–2008 wurde eine Straße als Verlängerung von Podkowa nach Makaza gebaut, um einen weiteren Grenzübergang nach Griechenland als Verbindung zwischen dem Ägäischen Meer und der Oberthrakischen Tiefebene zu schaffen.
Diese Verbindung soll Teil des Paneuropäischen Verkehrskorridores Nr. 9 werden, eine Verbindung zwischen der Nordsee und dem Mittelmeer, von Finnland über Russland, Ukraine, Moldawien, Rumänien und Bulgarien nach Griechenland führt (Helsinki – Sankt Petersburg (Russland) – Kiew (Ukraine) – Bukarest (Rumänien) – Russe – Komotini – nach Alexandroupoli).
Der bulgarische Abschnitt führt von Russe – Weliko Tarnowo – Kasanlak – Stara Sagora – Dimitrowgrad (Bulgarien) – Chaskowo – Kardschali – Tschirpan nach Makasa (Bulgarien). Der bulgarisch-griechische Grenzübergang in Makaza (Bulgarien) war einige Jahre noch nicht fertiggestellt (bis 2013), da es keine überregionale Verkehrsachse auf griechischer Seite gab. 2013 wurde schließlich der neue Grenzübergang Makaza-Nimfea eingeweiht. Über diesen verbindet nunmehr die bulgarische Nationalstraße 5, die bisher bei Podkova endete, im weiteren Verlauf über die neue griechische sog. „vertikale Achse der Rhodopen“, die Nationalstraße A23 (bulg.-griechische Grenze bis Egnatia motorway A2, AK Komotini Ost) die Stadt Kardschali und die bulgarische Maritza-Autobahn mit Komotini (griechische Verwaltungsregion Ostmakedonien und Thrakien).
Damit verkürzt sich die Strecke von der griechischen Ägäis bis Plovdiv bzw. nördlich Richtung Donau-Bukarest um ca. 2 Stunden Fahrt.
Neben dem Grenzübergang Makaza-Nimphea (Маказа-Нимфеа) sind zwei weitere Grenzübergänge geplant: Elidsche-Echino (Елидже-Ехино) und Iwajlowgrad-Kiprinos (Ивайловград-Кипринос).
Von dem Bahnhof Podkowa aus fahren Züge der bulgarischen Staatseisenbahn mehrmals täglich nach Kardschali und Momtschilgrad. Podkowa bildet den südlichen Endpunkt der bulgarischen Hauptbahnstrecke 4, die in Russe an der Grenze zu Rumänien beginnt. Ursprünglich war auch diese Strecke (1939) als Verbindung ans Ägäischen Meer nach Alexandroupoli geplant.

## Moschee
Die Moschee „Sieben Jungfrauen“ im Dorf ist eine der ältesten in Bulgarien. Sie wurde ohne Nägel gebaut. Der Legende nach wurde sie von sieben Mädchen gebaut, deren Liebste nicht aus dem Krieg heimkehrten. Sie verkauften ihr Hab und Gut, um das Baumaterial für die Moschee kaufen zu können und bauten die Moschee in einer einzigen Nacht. Danach hat man sie nie wieder gesehen. Das geschah an einem 6. Mai, deshalb versammelt sich an diesem Tag die Bevölkerung der Umgebung im Hof der Moschee, liest aus dem Koran und spricht Gebete.